# مهماندویه
مهماندویه(سیبری) روستایی در دهستان دامنکوه منطقه سیبری شهرستان دامغان استان سمنان ایران است.
شهدای روستا:محمدرضاصفری و غلامرضاقاسمی

## جمعیت
بر پایه سرشماری عمومی نفوس و مسکن در سال ۱۳۹۵ جمعیت این روستا ۳۱۳ نفر (در ۸۴ خانوار) بوده است.